# 關鍵評論網
關鍵評論網（英語：The News Lens）是臺灣的中英文雙語網路媒體，以「獨立評論媒體」作為其定位，主要針對的受眾為關注亞洲訊息的海外華僑、在台外籍人士等。

## 募資
在2013年完成天使輪，並未對外揭露募資金額，投資人包含North Base Media （页面存档备份，存于）基金，該基金由前華盛頓郵報總編輯Marcus Brauchli和前媒體發展基金管理總監Sasa Vucinic所管理。2015年100萬美元的A輪募資。2017年完成200萬美元的B輪，領投的度金針資本（WISKEY CAPITAL）、華登國際（Walden International）、資鼎中小企業開發股份有限公司（Trinity Investment）、天使谷（Angelvest）、多加投資有限公司（Dorcas Investments），當中度金針資本 (WISKEY CAPITAL）的創辦人暨管理合夥人林益全（William Lin Yi Chuan）加入董事會。2018年完成300萬美元的C輪。D輪領投包含了總部位於紐約的國際創投公司Palm Drive Capital（PDC），曾投資十家估值達10億美元的獨角獸企業。

## 收購與合併
2018年1月3日，宣布併購 INSIDE。
2018年3月15日，宣布併購運動視界。
2019年4月24日，宣布併購癮科技。
2022年9月13日，宣布併購愛料理。
2023年5月26日，控股公司 The News Lens Co. 與總部設立於東京的 Mediagene Inc. 合併成為 TNL Mediagene。
2023年6月6日， TNL Mediagene 與特殊目的收購公司達成協議，預計於2024年成為在美國公開上市的公司。